# Julien Duvivier
Julien Duvivier (Lille, 8. listopada 1896. – Pariz, 29. listopada 1967.), francuski filmski redatelj
Ističe se 30-ih godina djelima u sklopu stilskog pravca poetskog realizma, a vrhunac mu je film "Pepe le Moko" u kojem opisuje milje podzemlja pod utjecajem američkog gangsterskog filma.

## Filmografija
- "Pozivnica za ples"
- "Marijana moje mladosti"
- "Bilo ih je pet"
- "Kraj dana"
- "Priče s Manhattana"